# Aeroportul Regional Sugar Land
Aeroportul Regional Sugar Land (IATA: SGR, ICAO: KSGR, FAA LID: SGR) este un aeroport din Texas, Statele Unite ale Americii ce deservește zona Greater Houston⁠(d). Aeroportul a fost tranzitat în 2019 de 692 de pasageri.
Situat la o altitudine de 25 m, aeroportul dispune de 1 pistă.

## Infrastructură

### Piste
Aeroportul dispune de o singură pistă. Pista 17/35 are suprafața de beton și dimensiunile 8.000 picioare × 100 picioare. 